# Municipio de Mingona
El municipio de Mingona (en inglés: Mingona Township) es un municipio ubicado en el condado de Barber en el estado estadounidense de Kansas. En el año 2010 tenía una población de 78 habitantes y una densidad poblacional de 0,56 personas por km².

## Geografía
El municipio de Mingona se encuentra ubicado en las coordenadas 37°19′14″N 98°41′59″O / 37.32056, -98.69972. Según la Oficina del Censo de los Estados Unidos, el municipio tiene una superficie total de 138.8 km², de la cual 138,65 km² corresponden a tierra firme y (0,1 %) 0,14 km² es agua.

## Demografía
Según el censo de 2010, había 78 personas residiendo en el municipio de Mingona. La densidad de población era de 0,56 hab./km². De los 78 habitantes, el municipio de Mingona estaba compuesto por el 100 % blancos. Del total de la población el 0 % eran hispanos o latinos de cualquier raza.